# Championnat de France de football de deuxième division 1948-1949
Navigation
Édition précédente Édition suivante
Le Championnat de France de football D2 1948-1949 avec une poule unique de 20 clubs, voit l’attribution du titre au RC Lens, qui accède en première division en compagnie des Girondins de Bordeaux. Le FC Sarrebruck est le 20e club participant cette année-là au championnat de D2, mais ses résultats ne sont pas comptabilisés.

## Les 19 clubs participants
| - Olympique d'Alès - Amiens SC - SCO Angers - RCFC Besançon - AS Béziers - Girondins de Bordeaux - SC Douai - Le Havre AC - Le Mans UC - RC Lens | - Lyon OU - AS Monaco - FC Nantes - Nîmes Olympique - CA Paris - FC Rouen - SC Toulon - AS Troyes - US Valenciennes-Anzin |

## Classement final
| #  | Club                  | Joués | V  | N  | D  | bp:bc  | +/- | Points |
| -- | --------------------- | ----- | -- | -- | -- | ------ | --- | ------ |
| 1  | RC Lens               | 36    | 21 | 11 | 4  | 65-27  | +38 | 53     |
| 2  | Girondins de Bordeaux | 36    | 24 | 5  | 7  | 107-49 | +58 | 53     |
| 3  | FC Rouen              | 36    | 20 | 11 | 5  | 67-38  | +29 | 51     |
| 4  | Le Havre AC           | 36    | 19 | 10 | 7  | 64-30  | +34 | 48     |
| 5  | Nîmes Olympique       | 36    | 16 | 10 | 10 | 89-51  | +38 | 42     |
| 6  | Olympique d'Alès      | 36    | 16 | 10 | 10 | 76-57  | +19 | 42     |
| 7  | RCFC Besançon         | 36    | 15 | 10 | 11 | 81-59  | +22 | 40     |
| 8  | AS Monaco             | 36    | 17 | 4  | 15 | 70-62  | +8  | 38     |
| 9  | FC Nantes             | 36    | 13 | 12 | 11 | 58-53  | +5  | 38     |
| 10 | Lyon OU               | 36    | 16 | 6  | 14 | 65-72  | -7  | 38     |
| 11 | SCO Angers            | 36    | 11 | 15 | 10 | 61-49  | +12 | 37     |
| 12 | AS Béziers            | 36    | 13 | 5  | 18 | 58-65  | -7  | 31     |
| 13 | SC Toulon             | 36    | 11 | 8  | 17 | 54-70  | -16 | 30     |
| 14 | Amiens SC             | 36    | 12 | 5  | 19 | 46-70  | -24 | 29     |
| 15 | Le Mans UC            | 36    | 11 | 6  | 19 | 60-92  | -32 | 28     |
| 16 | AS Troyes             | 36    | 9  | 7  | 20 | 52-90  | -38 | 25     |
| 17 | US Valenciennes-Anzin | 36    | 8  | 8  | 20 | 38-76  | -38 | 24     |
| 18 | CA Paris              | 36    | 5  | 10 | 21 | 35-82  | -47 | 20     |
| 19 | SC Douai              | 36    | 5  | 7  | 24 | 36-90  | -54 | 17     |

# position ; V victoires ; N match nuls ; D défaites ; bp:bc buts pour et buts contre (victoire à 2 points)

## À l’issue de ce championnat
- Le RC Lens et les Girondins de Bordeaux sont promus en championnat de première division.
- Équipe reléguée de la première division : l'AS Cannes.
- Équipe abandonnant le statut pro et retournant en championnat amateur : le SC Douai.
- Équipe promue en Division 2 : le Groupe Sporting Club Marseillais.

## L'affaire sarroise
Après la Seconde Guerre mondiale, le statut de la Sarre reste flou, et certains membres du gouvernement français rêvent d'annexion. Le football joue un rôle important dans cette affaire car les autres disciplines refusent longtemps les oppositions franco-allemandes. À partir de 1948, les rencontres sportives franco-allemandes reprennent avec la bénédiction du Bureau des Sports. Ces matches ont, dans un premier temps, lieu uniquement en Allemagne ; la venue de sportifs allemands en France reste encore problématique face à une opinion publique défavorable. La Sarre joue alors un rôle d'intermédiaire.
En 1948, le FC Sarrebruck est invité à rencontrer l'exempt de chaque journée de D2 1948–1949 (19 clubs cette saison-là) en match amical. Les clubs français alignent généralement leurs réserves à l'occasion de ces rencontres même pas annoncées dans les médias. France Football n'annonce ainsi ni les matches, ni les résultats et le classement de D2 publié chaque semaine par FF ne prend pas en compte Sarrebruck. Certaines sources modernes précisent que Sarrebruck est « champion non officiel »,, mais c'est un contre-sens.
Le FC Sarrebruck demande son affiliation à la FFF le 7 juin 1949. Cette demande soutenue par le président de la FFF Jules Rimet et par le gouvernement français est rejetée par les clubs professionnels et nombre de Ligues régionales. Le gouvernement français soutient également cette requête visant à intégrer l'ensemble du football sarrois à la FFF. Le conseil fédéral de la FFF donne son accord le 20 juin. Outre les réactions attendues des clubs alsaciens et mosellans, c'est l'ensemble des clubs professionnels français qui s'oppose à cette intégration de la Sarre. Le conseil fédéral du 23 juillet donne ainsi une quasi-unanimité contre l'intégration de la Sarre et du FC Sarrebruck, pourtant jugé d'« intérêt national » par le gouvernement français. Jules Rimet, qui admet plus tard avoir privilégié la politique au sport dans ce dossier, est contraint de quitter ses fonctions de président de la FFF et est remplacé par Emmanuel Gambardella, également président de la Ligue.

## Résultats duFC Sarrebruck
Le FC Sarrebruck a participé au championnat, mais a été classé hors concours, avec le classement établi à partir des résultats suivants : 
- Résultats connus sur 34 matches : 57 points (25 victoires, 7 matches nuls et 2 défaites) 133 buts pour et 41 buts contre.
- Résultat au classement final sur 38 matches : 59 points (26 victoires, 7 matches nuls et 5 défaites) 148 buts pour et 50 buts contre.